# Bela Torma
Vojislav Bela Torma (ur. 9 kwietnia 1930) – jugosłowiański zapaśnik walczący w stylu klasycznym. Olimpijczyk z Helsinek 1952, gdzie zajął dwunaste miejsce w kategorii 62 kg.

## Letnie Igrzyska Olimpijskie 1952
| Konkurencja          | Rundy eliminacyjne     | Rundy eliminacyjne     | Klas. końcowa |
| Konkurencja          | Przeciwnik I           | Przeciwnik II          | Miejsce       |
| -------------------- | ---------------------- | ---------------------- | ------------- |
| 62 kg styl klasyczny | Ernest Gondzik (POL) P | Bartl Brötzner (AUT) P | 12.           |